# Krahuletz-Museum

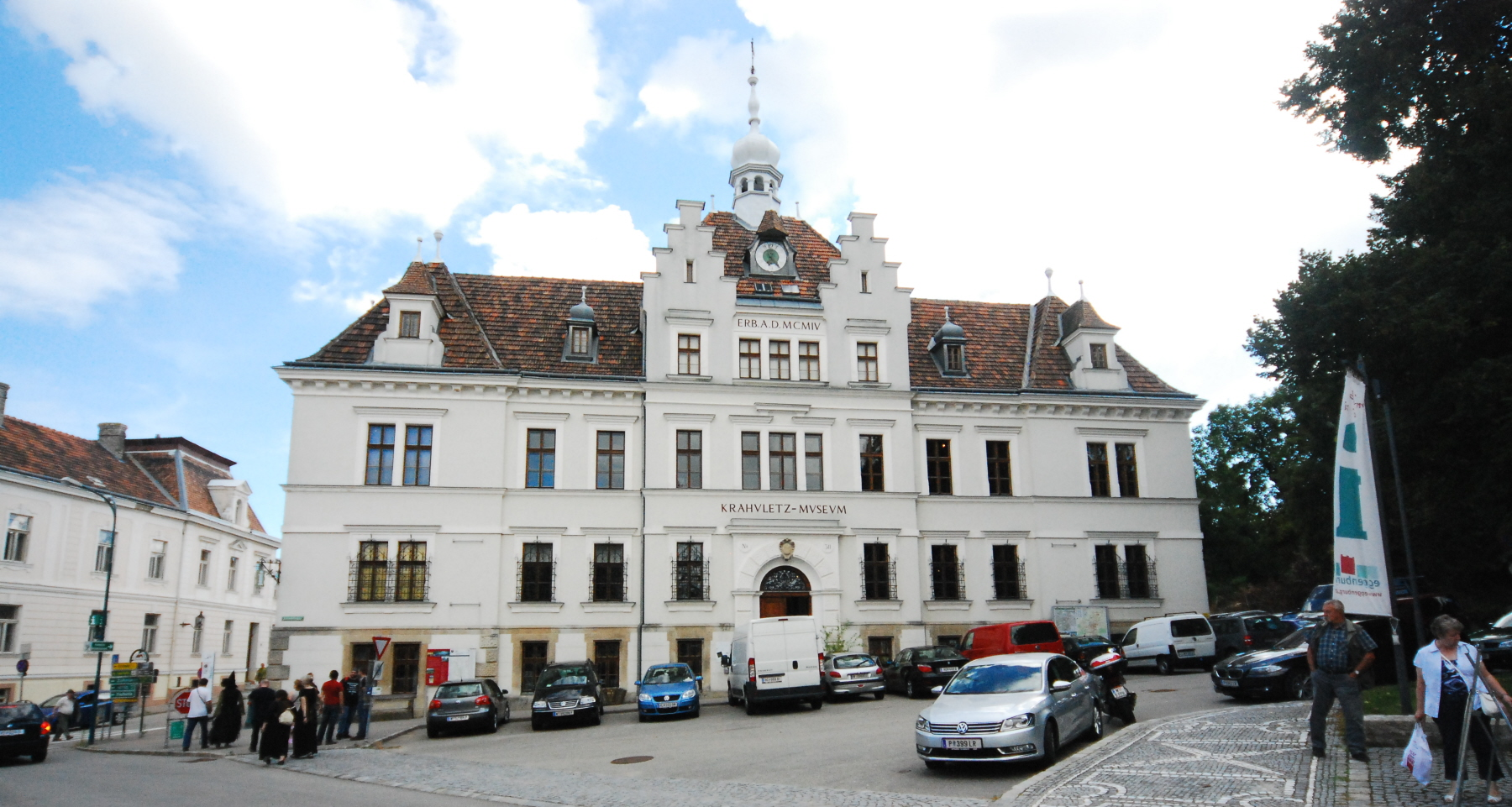
Krahuletz-Museum

Das Krahuletz-Museum mit Sammlungen zur regionalen Erdgeschichte, Archäologie, Volkskunde, Regional- und Stadtgeschichte sowie einer Uhrensammlung befindet sich in der Stadt Eggenburg in Niederösterreich. 
Die archäologischen Funde beinhalten u. a. Objekte der Lengyel-Kultur sowie ein Zaumzeug aus der römischen Kaiserzeit, das Ähnlichkeit mit Typen aus Südschweden aufweist.
Das Museum steht im Eigentum des Vereins „Krahuletz-Gesellschaft“. Jährlich werden mehrere Sonderausstellungen präsentiert.

## Geschichte
Im Jahre 1900 gründeten Bürger der Stadt Eggenburg den Verein Krahuletz-Gesellschaft, um die umfangreiche Sammlung von Johann Krahuletz in der Stadt zu halten. Bereits 1902 wurde das Museum eröffnet.

## Architektur
Das nach den Plänen des Architekten Richard Jordan von 1901 bis 1902 errichtet Museum zeigt sich in späthistoristisch-romantischen Formen. Das Gebäude hat seichte Seitenrisalite, Zinnengiebel, ein Walmdach mit Dachluken über einem Konsolkranzgesims sowie eine Laterne, welche den Mittelrisalit bekrönt. Das Portal ist rundbogig und gequadert.